# Sawa Sawow
Sawa Panajotow Sawow (bułg. Сава Панайотов Савов) (ur. 6 grudnia 1864 w Szumenie, zm. 18 kwietnia 1945 w Sofii) – bułgarski wojskowy, generał piechoty, dowódca armii, minister, poseł do Zgromadzenia Narodowego.

## Życiorys
Urodził się w Szumenie, gdzie ukończył 5-klasową szkołę podstawową, następnie wstąpił do szkoły wojskowej w Sofii.
Po ukończeniu szkoły wojskowej został skierowany do 7 pułku piechoty, gdzie został dowódcą kampanii i wziął udział w wojnie serbsko-bułgarskiej. Po jej zakończeniu został przeniesiony do 11 pułku piechoty, gdzie był dowódcą plutonu. Potem w 1888 roku został dowódca kompanii w 1 pułku piechoty. Następnie w latach 1891–1896 był adiutantem na dworze księcia Ferdynanda, po czym wrócił do służby liniowej i był dowódcą kompanii w 1 i 9 pułku piechoty.
W 1905 został komendantem 6 pułkowego okręgu wojskowego, a od 1906 roku był zastępcą komendanta Szkoły Wojskowej w Sofii. W 1910 został dowódcą 22 pułku piechoty, którym dowodził w czasie I wojny bałkańskiej. W 1913 został dowódcą 2 Brygady w 1 Dywizji Piechoty i jako jej dowódca wziął udział w II wojnie bałkańskiej, brygadą dowodził do 1914 roku.
W 1914 roku został generałem-adiutantem i marszałkiem dworu cara Ferdynanda I. Funkcje te sprawował do 1916 roku.
Po przystąpieniu Bułgarii do wojny wrócił do służby liniowej i 27 listopada 1916 roku został dowódcą 5 Dywizji Piechoty i był jej dowódcą do sierpnia 1917 roku. Wtedy to został dowódcą 3 Armii. W lutym 1918 roku został dowódca nowo utworzonej 4 Armii, którą dowodził do czerwca 1918 roku.
W dniu 21 czerwca 1918 roku został Ministrem Wojny w trzecim rządzie Aleksandyra Malinowa i funkcję tę sprawował do momentu upadku tego rządu w dniu 28 listopada 1918 roku.
Po upadku rządu w dniu 28 listopada 1918 roku wrócił do służby wojskowej i został inspektorem generalnym piechoty armii bułgarskiej, funkcję tę pełnił do 19 sierpnia 1919 roku kiedy został zwolniony do rezerwy.
Po zwolnieniu do rezerwy rozpoczął działalność polityczną i został członkiem Partii Demokratycznej. W marcu 1923 roku został oskarżony o zdradę stanu, której miał dopuścić się w czasie sprawowania przez niego funkcji Ministra Wojny w 1918 roku. Wyjechał wtedy do Carogrodu, gdzie przebywał na emigracji do ogłoszenia amnestii 16 czerwca 1924 roku.
Po powrocie do Sofii prowadził działalność polityczną, w latach 1925–1927 i 1931–1934 był posłem XXI i XXIII kadencji Zgromadzenia Narodowego z ramienia Partii Demokratycznej.

## Awanse
- podporucznik  (Подпоручик) (30.08.1885)
- porucznik  (Поручик) (01.01.1887)
- kapitan  (Капитан) (01.01.1890)
- major  (Майор) (01.01.1895)
- podpułkownik  (Подполковник) (01.01.1903)
- pułkownik  (Полковник) (15.08.1907)
- generał major  (Генерал-майор) (14.02.1914)
- generał porucznik  (Генерал-лейтенант) (20.05.1917)
- generał piechoty (Генерал от пехотата) (29.07.1919)

## Odznaczenia
- Order za Waleczność kl. III
- Order za Waleczność kl. IV
- Order Św. Aleksandra kl. III z mieczami
- Order Św. Aleksandra kl. V bez mieczy
- Order Zasługi Wojskowej kl. I z dekoracją wojskową
- Order Zasługi Wojskowej kl. IV
- Order Zasługi Wojskowej na wstążce
- Krzyż Żelazny kl. I (Niemcy)
- Krzyż Żelazny kl. II (Niemcy)
- Order św. Anny II st. (Rosja)
- Order św. Anny III st. (Rosja)
- Order św. Stanisława II st. (Rosja)
- Order Leopolda I st. (Austro-Węgry)
- Order Medżydów I st. (Turcja)
- Medal Żelaznego Półksiężyca (Turcja)